# Velvet Soul (альбом Кармен Макрей)
Velvet Soul — сборник американской певицы Кармен Макрей, выпущенный в 1975 году на лейбле Groove Merchant. На сборнике представлены песни с альбомов It Takes a Whole Lot of Human Feeling (1973) и Ms. Jazz (1974).

## Отзывы критиков
| Оценки критиков                            | Оценки критиков |
| Источник                                   | Оценка          |
| ------------------------------------------ | --------------- |
| AllMusic                                   | [ 1 ]           |
| Encyclopedia of Popular Music              | [ 2 ]           |
| The Rolling Stone Jazz & Blues Album Guide | [ 3 ]           |

Рон Уинн из AllMusic отметил, что в период работы с Groove Merchant Макрей записывала микс из стандартов, баллад, блюза и некоторых оригинальных песен, а также экспериментировала с соул-джазом. По его мнению, они сделаны не так хорошо, как её материал на некоторых других лейблах, но интересны для того, чтобы показать настроение лейбла переходного периода 70-х.
Рецензент Stereo Review Крис Альбертсон отмечает приятное разнообразие, приправленное бархатистыми нотками и иногда заставляющими задуматься вкладом таких исполнителей, как Зут Симс.

## Список композиций
Сторона «А»
1. «You Are the Sunshine of My Life» (Стиви Уандер) — 3:07
2. «You and I» (Стиви Уандер) — 4:44
3. «You’re Mine, You» (Джонни Грин, Эдвард Хейман) — 3:06
4. «Exactly Like You» (Джимми Макхью, Дороти Филдс) — 3:34
5. «Masquerade» (Леон Расселл) — 3:45

Сторона «Б»
1. «The Good Life» (Саша Дистель, Джек Ридон) — 2:48
2. «How Could I Settle for Less» (Саша Дистель, Жан Бруссоль, Робин Аллен) — 2:32
3. «There’ll Come a Time» (Шелтон Брукс) — 4:14
4. «Livin’» (Том Гарвин) — 4:27
5. «Hey John» (Блоссом Дири, Джим Каунсл) — 3:20

Сторона «В»
1. «It Takes a Whole Lot of Human Feeling» (Мики Грант) — 3:45
2. «I Fall in Love Too Easily» (Джул Стайн, Сэмми Кан) — 3:44
3. «Hey John» (Блоссом Дири, Джим Каунсил) — 3:21
4. «Where Are the Words» (Фрэнк Северино) — 3:14
5. «Nice Work If You Can Get It» (Джордж Гершвин, Айра Гершвин) — 2:45

Сторона «Г»
1. «Straighten Up and Fly Right» (Нэт Кинг Коул, Ирвинг Миллс) — 2:57
2. «Inside a Silent Tear» (Блоссом Дири, Питер Кинг) — 5:48
3. «Imagination» (Джимми Ван Хьюзен, Джонни Берк) — 4:17
4. «The Right to Love» (Лало Шифрин, Джин Лис) — 4:11
5. «All the Things You Are» (Джером Керн, Оскар Хаммерстайн II) — 3:57

## Участники записи
- Кармен Макрей — вокал
- Пол Уэст, Рэй Браун — бас-гитара
- Фрэнк Северино[англ.], Джимми Мэдисон[англ.] — ударные
- Баки Пиццарелли, Джо Пасс — гитара
- Дик Шрив, Том Гарвин — фортепиано
- Зут Симс — Тенор-саксофон
- Ларри Банкер[англ.] — вибрафон, перкуссия